# Mühlviertel
Het Mühlviertel (Viertel = kwartier) is een streek in Opper-Oostenrijk, in het noordwesten van Oostenrijk tussen de Tsjechische grens in het noorden en de Donau in het zuiden. Een deel van het gebied omvat het Bohemer Woud.
Twee riviertjes zijn de naamgever van de streek: de Grote en Kleine Mühl. Aanvankelijk vormde het oostelijke gedeelte van het Mühlviertel een eigen kwartier: het Machlandviertel. De Haselgraben vormde de grens. Toen Opper-Oostenrijk na de Beierse Successieoorlog in 1779 met het Innviertel werd uitgebreid, werden het Mühlviertel en het Machlandviertel samengevoegd om vier kwartieren te blijven behouden.
Tot het Mühlviertel behoren vier districten:
- Freistadt
- Perg
- Rohrbach
- Urfahr-Umgebung

Mühlviertel
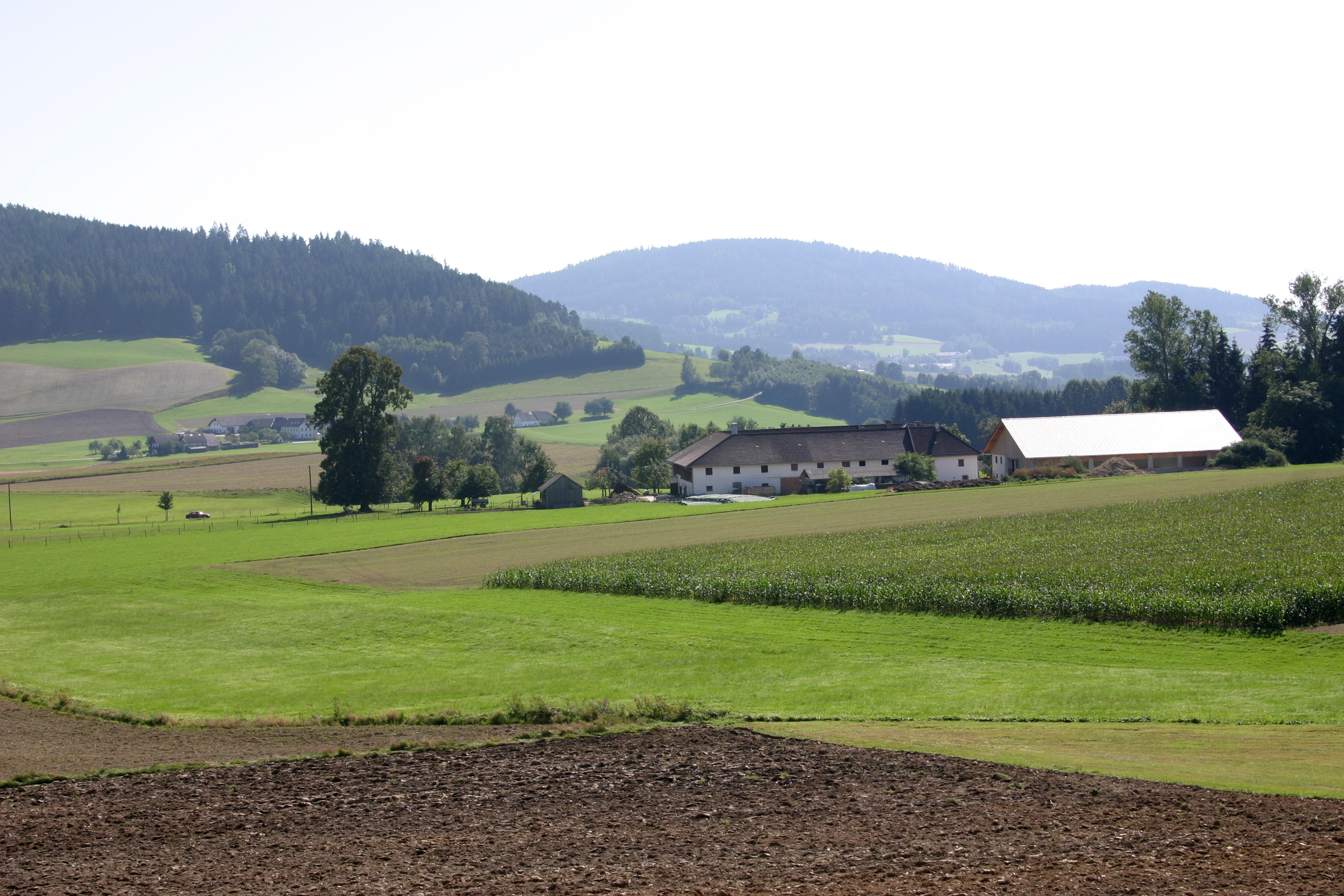
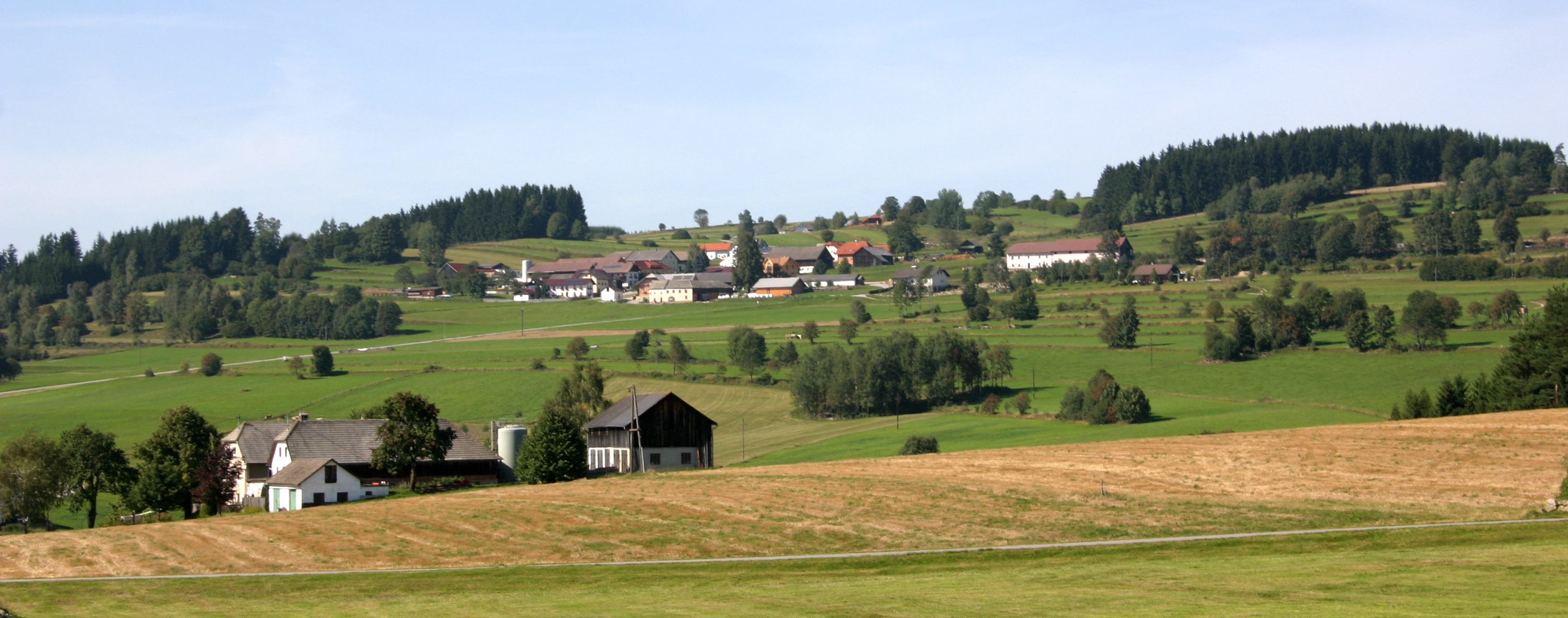
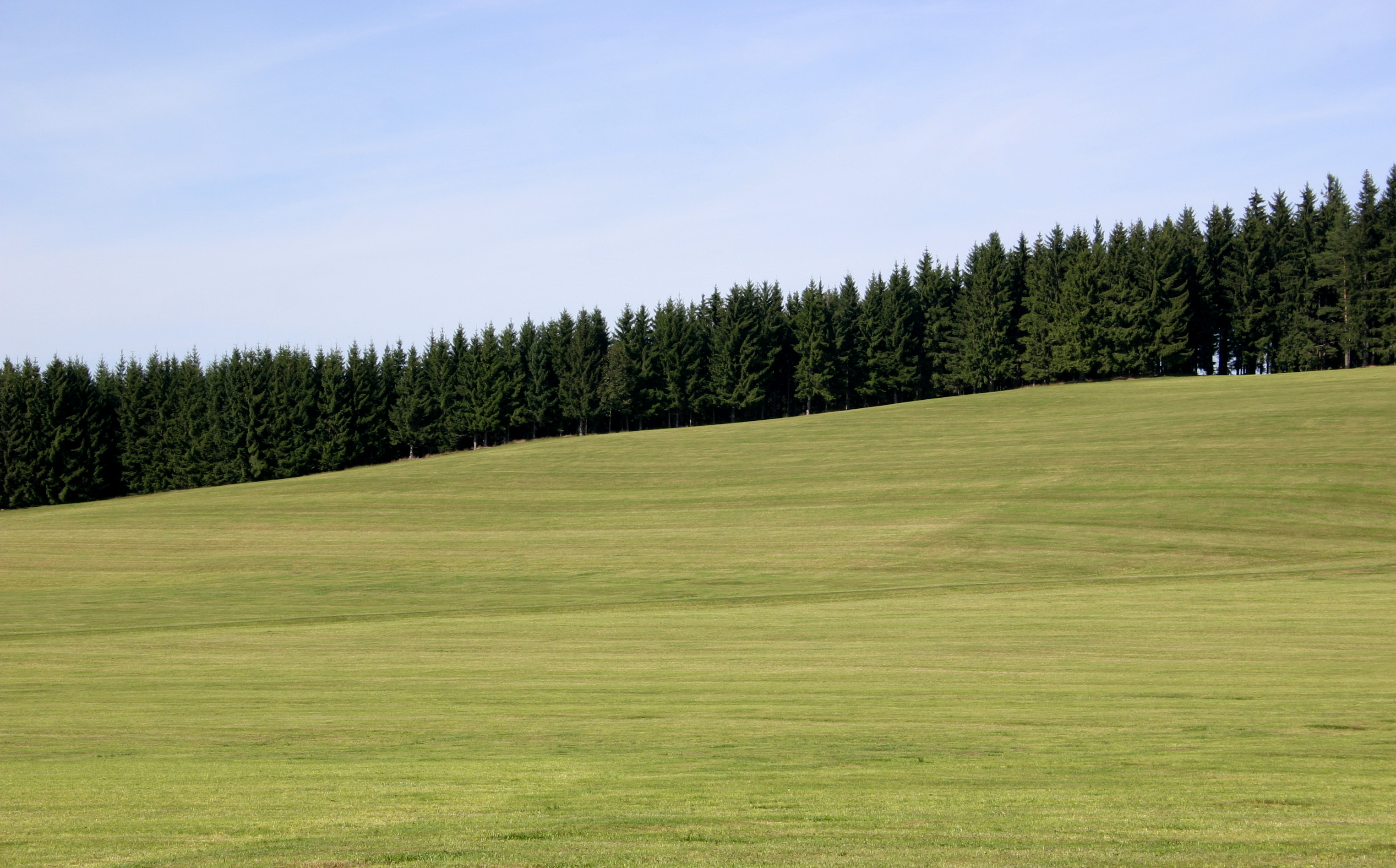
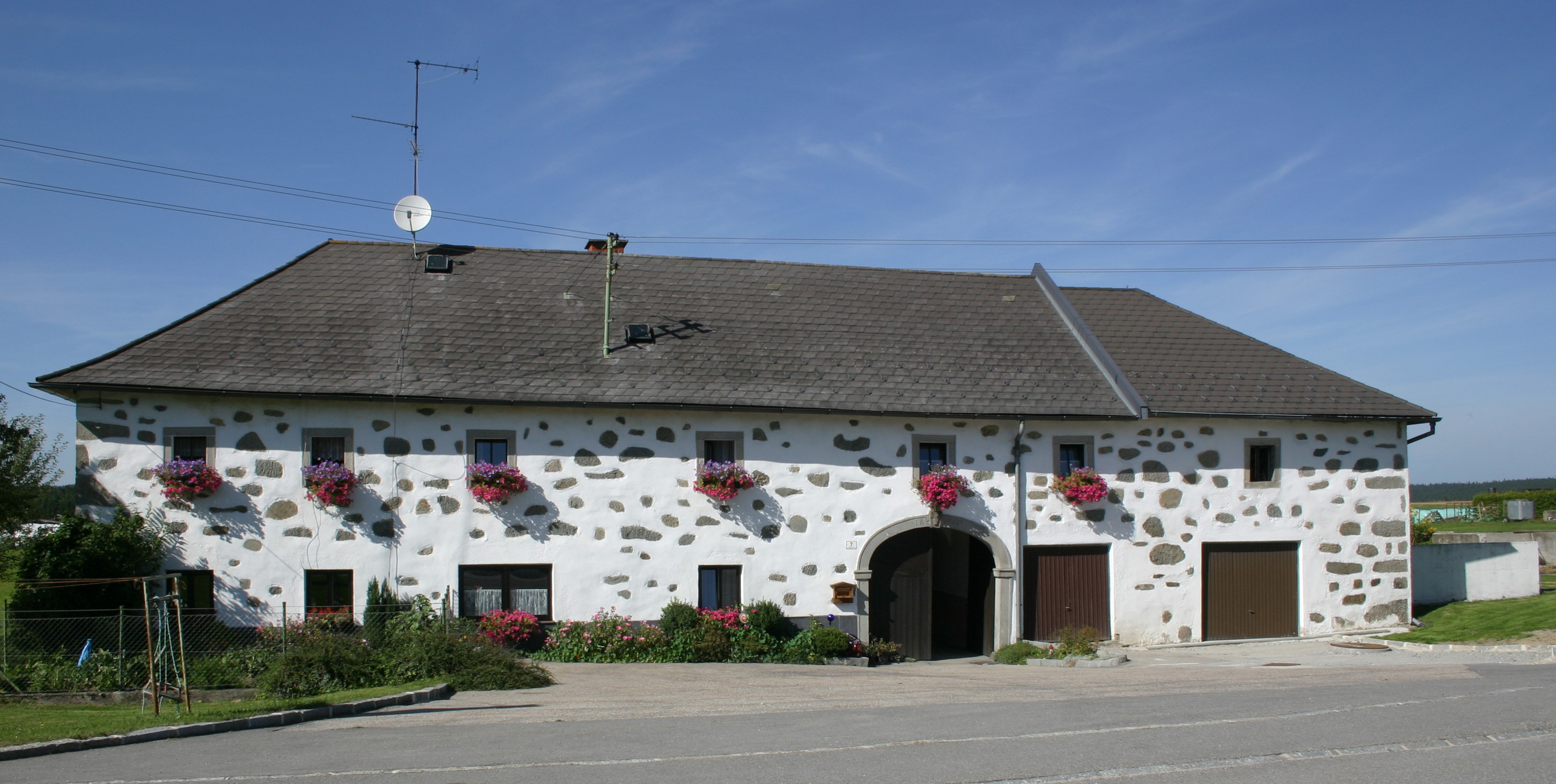
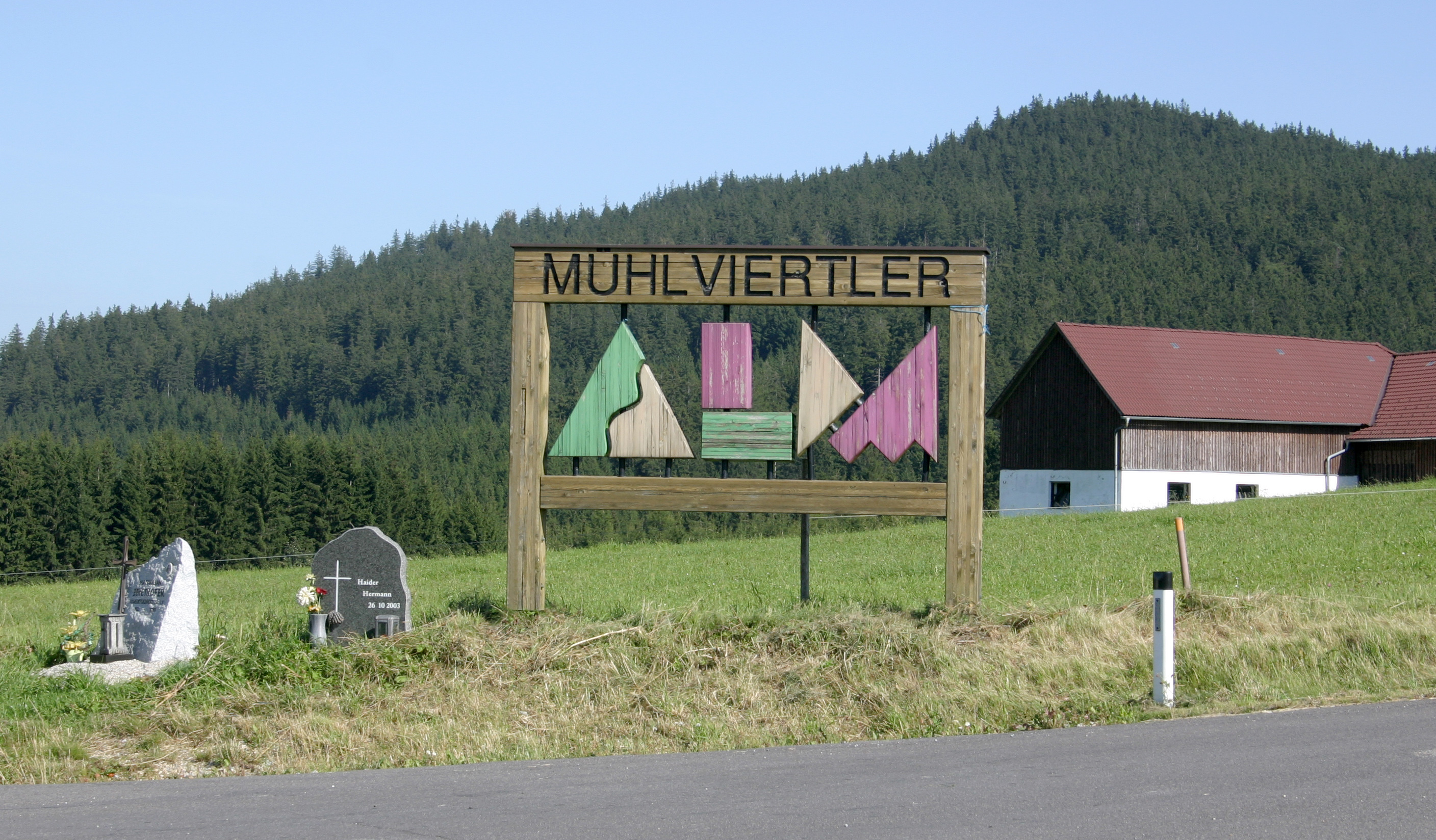
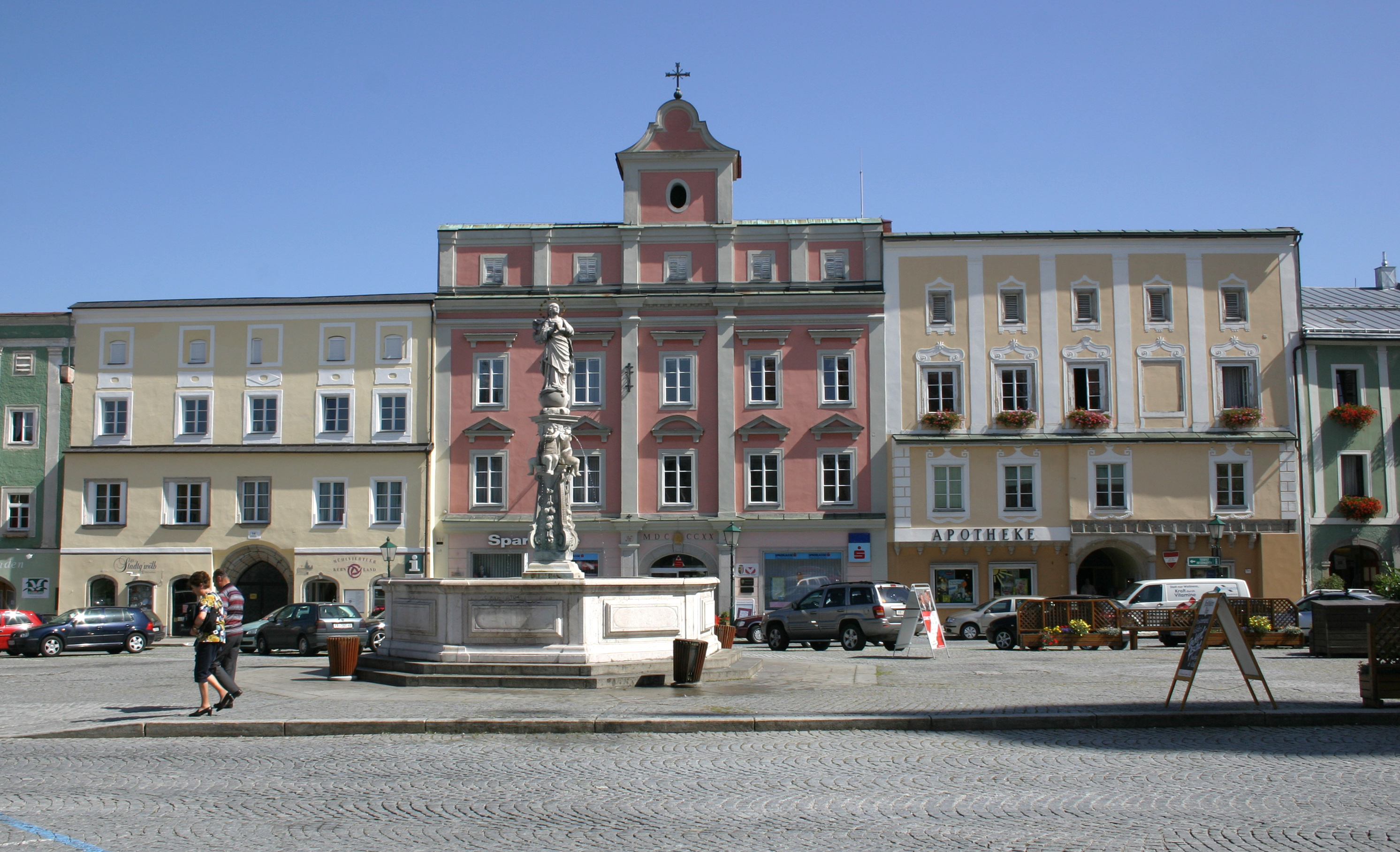
Freistadt